# کینگستون (تنسی)
کینگستون(به انگلیسی: Kingston) شهری در ایالت تنسی کشور ایالات متحده آمریکا است که جمعیت آن در سرشماری سال ۲۰۱۰ میلادی، ۵٬۹۳۴ نفر بوده‌است.